# Selección de fútbol sub-20 de Jordania
La Selección de fútbol sub-20 de Jordania, conocida también como la Selección juvenil de fútbol de Jordania, es el equipo que representa al país en la Copa Mundial de Fútbol Sub-20 y en el Campeonato Juvenil de la AFC, y es controlada por la Federación de Fútbol de Jordania.

## Estadísticas

### Mundial Sub-20
- de 1977 a 2005 : No clasificó
- 2007 : Fase de grupos
- de 2009 a 2025 : No clasificó

### Campeonato Juvenil de la AFC
- de 1959 a 1976 : No clasificó
- 1977 : Fase de grupos
- 1978 : Fase de grupos
- de 1978 a 2004 : No clasificó
- 2006 : 4.º lugar
- 2008 : Fase de grupos
- 2010 : Fase de grupos
- 2012 : Cuartos de final
- 2014 : No clasificó
- 2016 : No clasificó
- 2018 : Fase de grupos
- 2023 : Cuartos de final
- 2025 : Fase de grupos

## Entrenadores
- Math'har Al-Saeed (1986-1989)
- Jan Paulsen (2006-2007)
- Ahmed Abdel-Qader (2007-2008)
- Mohammad Abdel-Azim (2009-2010)
- Jamal Abu Abed (2011-2012)
- Bibert Kaghado (2013-2014)